# Langues sénégambiennes
Les langues sénégambiennes sont des langues africaines rattachées à la branche nord des langues atlantiques, au sein des langues nigéro-congolaises. Ce sont aussi les plus représentées dans ce groupe.
On en dénombre une douzaine. Il s'agit principalement du peul, du wolof et du sérère, ainsi que de leurs différents dialectes.
Selon le professeur Ernst Kausen, le nombre de locuteurs avoisinerait 23 millions.